# ديف كامبل
ديف كامبل (بالإنجليزية: Dave Campbell)‏ (13 سبتمبر 1969 بدبلن في جمهورية أيرلندا - ) هو لاعب كرة قدم أيرلندي في مركز الدفاع. لعب مع باتريك أتلتيك ونادي بوهيميان ونادي شامروك روفرز ونادي شيلبورن وهدرسفيلد تاون وDublin City F.C. ‏ وNewry City F.C. ‏ وBray Wanderers F.C. ‏.

## وصلات خارجية
- ديف كامبل على موقع قاعدة بيانات كرة القدم.إي يو (الإنجليزية)